# Malíkov nad Nežárkou
Malíkov nad Nežárkou (do roku 1947 Německý Malíkov, německy Deutsch Moliken) je vesnice, část obce Horní Pěna v okrese Jindřichův Hradec v Jihočeském kraji. V roce 2011 zde trvale žilo 89 obyvatel.

## Historie
První písemná zmínka o vesnici pochází z roku 1654.
V roce 1852 vypukl v Německém Malíkově velký požár, kterému padly za oběť tři statky (Františka Kaisera, Jana Moha a Jakuba Šimra). O 25 let později byl za žhářství odsouzen zakladatel požáru, bývalý čeledín Václav Glaser, který přiznal, že se chtěl spálením stodoly s úrodou pomstít lakotnému Kaiserovi, u něhož byl zaměstnán, protože od něj nedostával ani pořádně najíst, a přitom podcenil důsledky dlouhodobého sucha a větru, čímž pádem se oheň rozšířil mnohem více, než plánoval. Soud byl poměrně zvláštní, stál víceméně pouze na Glaserově doznání učiněném pod tíhou svědomí, vzhledem k projevené lítosti jej také potrestal pouze 6 lety těžkého žaláře, tj. pod dolní hranicí trestní sazby, která činila 10 let.
Podle sčítání lidu z roku 1930 žilo v Německém Malíkově 15 Čechů a 292 Němců. V letech 1938 až 1945 byl Německý Malíkov v důsledku uzavření Mnichovské dohody přičleněn k nacistickému Německu. V roce 1960 v něm žilo něco málo přes 200 obyvatel. Počet jeho obyvatel poté klesal, v roce 2001 jich bylo 71.

## Obyvatelstvo
| Rok            | 1869 | 1880 | 1890 | 1900 | 1910 | 1921 | 1930 | 1950 | 1961 | 1970 | 1980 | 1991 | 2001 | 2011 | 2021 |
| -------------- | ---- | ---- | ---- | ---- | ---- | ---- | ---- | ---- | ---- | ---- | ---- | ---- | ---- | ---- | ---- |
| Počet obyvatel | 510  | 464  | 456  | 391  | 375  | 357  | 311  | 231  | 201  | 159  | 102  | 84   | 71   | 89   | 99   |
| Počet domů     | 85   | 86   | 75   | 63   | 64   | 63   | 68   | 55   | 47   | 44   | 34   | 37   | 51   | 54   | 55   |

## Obecní správa
Při sčítání lidu v letech 1850–1964 byl Malíkov nad Nežárkou samostatnou obcí v okrese Jindřichův Hradec. Od 16. června 1964 je částí obce Horní Pěna v okrese Jindřichův Hradec. V letech 1850–1929 k obci patřila Nová Ves.

## Pamětihodnosti
- Kaple Panny Marie Loretánské